# Macrobrachium inflatum
Macrobrachium inflatum är en kräftdjursart som beskrevs av Liang och Yan 1985. Macrobrachium inflatum ingår i släktet Macrobrachium och familjen Palaemonidae. Inga underarter finns listade i Catalogue of Life.